# Národní parky na Kubě

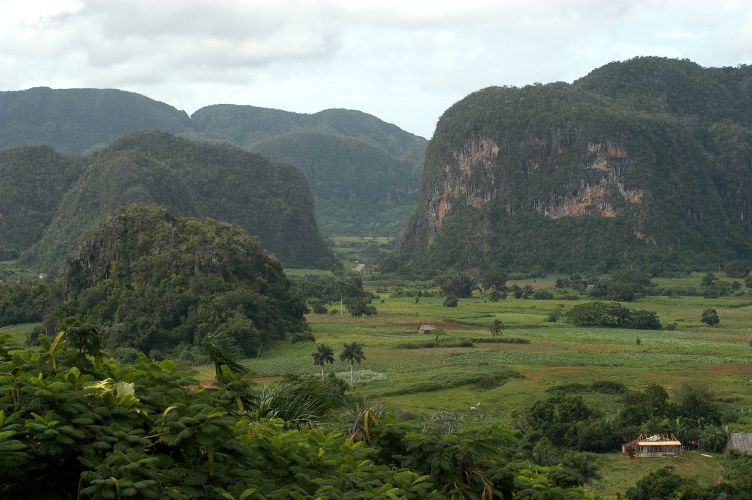
Viñales

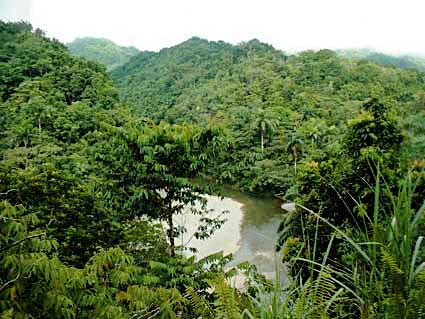
Alejandro de Humboldt

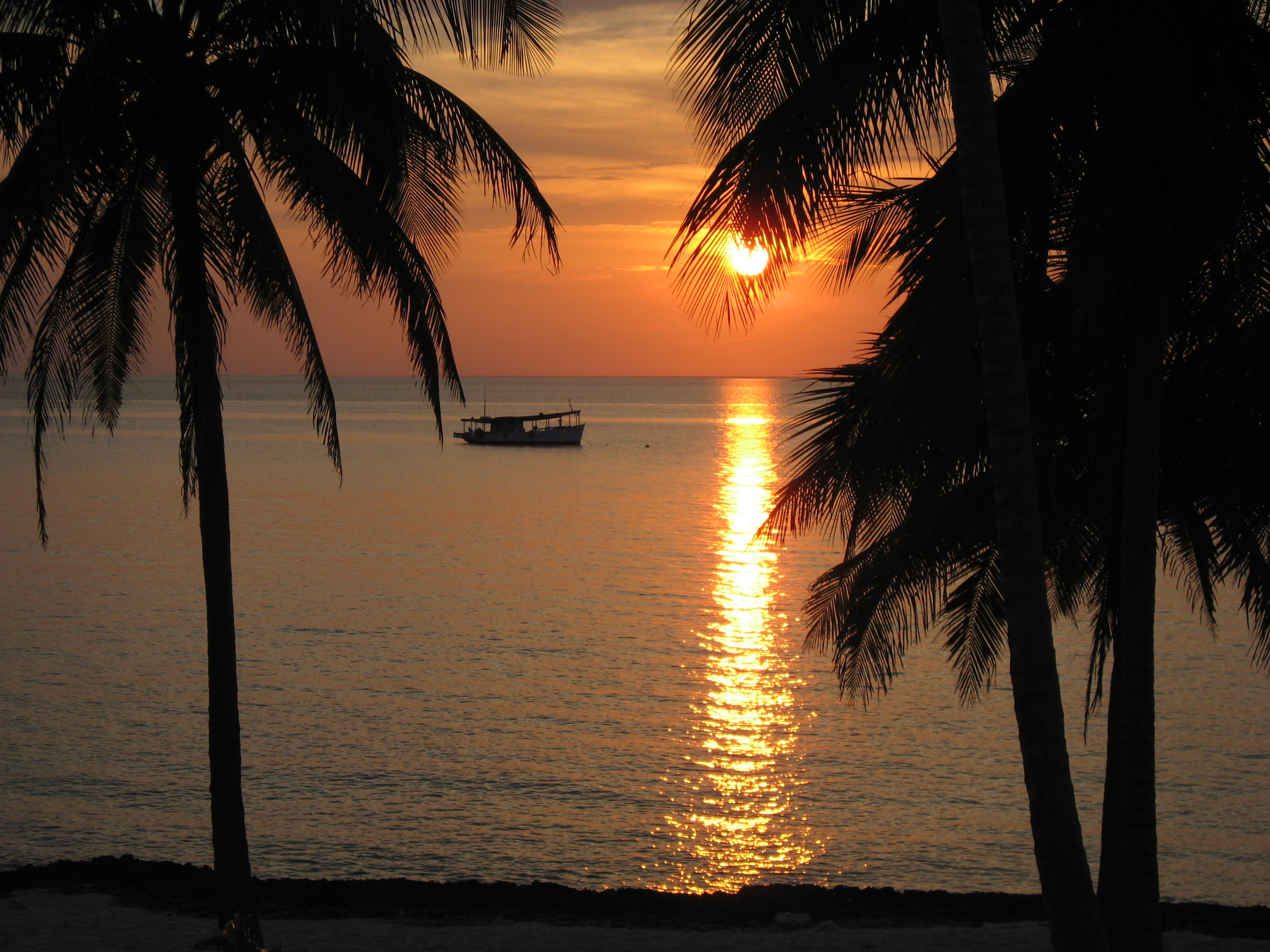
Guanahacabibes

K roku 2021 se na Kubě nacházelo 14 národních parků. Tato území zahrnují různé ekosystémy, např. korálové útesy a systémy písečných ostrovků (Jardines de la Reina, Punta Francés, Cayos de San Felipe), bažinaté pobřežní oblasti (Ciénaga de Zapata), přímořské terasy a útesy (Desebarco de Granma), deštné tropické lesy (Alejandro de Humboldt, Pico Cristal) či pole mogot (Viñales).
O správu národních parků a dalších chráněných území se stará státní organizace SNAP (Sistema Nacional de Áreas Protegidas). Pod různou formou ochrany se nachází 20,2% rozlohy státu (211 chráněných území). Souhrnná plocha pevniny národních parků je 5142 km².

## Přehled parků
| číslo na mapě | Název parku           | Rozloha      | Rozloha           | Rozloha     | Provincie                 |
| číslo na mapě | Název parku           | pevnina (ha) | vodní plocha (ha) | CELKEM (ha) | Provincie                 |
| ------------- | --------------------- | ------------ | ----------------- | ----------- | ------------------------- |
| 1             | Viñales               | 11 120       | 0                 | 11 120      | Pinar del Río             |
| 2             | Guanahacabibes        | 23 880       | 15 950            | 39 830      | Pinar del Río             |
| 3             | Cayos de San Felipe   | 2 041        | 24 209            | 26 250      | Pinar del Río             |
| 4             | Punta Francés         | 1 562        | 3 036             | 4 598       | Isla de la Juventud       |
| 5             | Ciénaga de Zapata     | 281 861      | 137 060           | 418 921     | Matanzas                  |
| 6             | Los Caimanes          | 114          | 28 717            | 28 831      | Villa Clara               |
| 7             | Caguanes              | 8 500        | 11 990            | 20 490      | Sancti Spíritus           |
| 8             | Jardines de la Reina  | 16 079       | 200 957           | 217 036     | Ciego de Ávila – Camagüey |
| 9             | Desembarco del Granma | 26 180       | 6 396             | 32 576      | Granma                    |
| 10            | Turquino              | 23 210       | 0                 | 23 210      | Granma – Santiago de Cuba |
| 11            | Pico Bayamesa         | 24 210       | 0                 | 24 210      | Granma – Santiago de Cuba |
| 12            | Mensura-Pilotos       | 8 486        | 0                 | 8 486       | Holguín                   |
| 13            | Pico Cristal          | 18 540       | 0                 | 18 540      | Holguín                   |
| 14            | Alejandro de Humboldt | 68 430       | 2 250             | 70 680      | Holguín – Guantánamo      |
|               | CELKEM                | 514 213      | 430 565           | 944 778     |                           |